# أنطونيو ر. رايلي
أنطونيو ر. رايلي (بالإنجليزية: Antonio R. Riley) هو سياسي أمريكي، ولد في 1963. حزبياً، نشط في الحزب الديمقراطي. وقد انتخب عضو جمعية ولاية ويسكونسن.